# 美岱召站
美岱召站位于内蒙古自治区包头市土默特右旗美岱召镇，建于1923年，是唐包铁路的一个车站。距离北京站753公里，距上行车站三八树站8公里，距下行车站老藏站8公里。该站隶属呼和浩特铁路局鄂尔多斯车务段，客运有包头-大同慢车停靠，不办理货运业务。